# Dommartin-sur-Vraine
Dommartin-sur-Vraine – miejscowość i gmina we Francji, w regionie Grand Est, w departamencie Wogezy.
Według danych na rok 1990 gminę zamieszkiwały 293 osoby, a gęstość zaludnienia wynosiła 41 osób/km² (wśród 2335 gmin Lotaryngii Dommartin-sur-Vraine plasuje się na 757. miejscu pod względem liczby ludności, natomiast pod względem powierzchni na miejscu 820.).